# Градско (община Градско)
 Тази статия е за селото в Северна Македония.  За селото в България вижте Градско.  
Градско (на македонска литературна норма: Градско) е село в централната част на Северна Македония, община Градско.

## География
Селото е разположено в областта Клепа, на десния бряг на река Вардар, южно от град Велес, на пътя, свързващ Велес с Тиквеш и Гевгели.

## История

### В Османската империя
Източно от селото се намират останките на древния град Стоби. Именно от близостта на днешното село до градището произхожда и името на Градско. Самото селище Стоби е опустошено и изоставено след земетресение през 518 г. след Христа, а по късно околността става известна като Пустия град, Пустоград.
В XIX век Градско е българско село във Велешка кааза, нахия Клепа на Османската империя. В „Етнография на вилаетите Адрианопол, Монастир и Салоника“, издадена в Константинопол в 1878 година и отразяваща статистиката на населението от 1873 Градско е посочено като село с 11 домакинства и 49 жители българи. Според статистиката на Васил Кънчов („Македония. Етнография и статистика“) от 1900 г. Градско има 110 жители, всички българи християни.
В началото на XX век жителите на селото са под върховенството на Българската екзархия. По данни на секретаря на екзархията Димитър Мишев („La Macédoine et sa Population Chrétienne“) през 1905 година в Градско има 144 българи екзархисти.
През учебната 1912/1913 година учител в селото е Димитър Гьорчев.
При избухването на Балканската война 3 души от Градско са доброволци в Македоно-одринското опълчение.

### В Сърбия, Югославия и Северна Македония
След Междусъюзническата война в 1913 година селото попада в Сърбия.
При българското настъпление срещу Сърбия по време на Първата световна война на 31 октомври и 1 ноември 1915 година край Градско се разиграва тежко сражение между френски части и Пета пехотна дунавска дивизия.
На етническата си карта от 1927 година Леонард Шулце Йена показва Пустоград (Pustograd) като руини, а Градско като българско християнско село.
Малкото някога село Градско, разположено на стратегическия път, свързващ Скопие със Солун, се развива изключително интензивно покрай железопътната линия и изградената на нея жп гара. Отдалечеността на гарата с около 2 км в източна посока от селото е причина да се изгради новото Градско край самата гара.
По време на българското управление във Вардарска Македония в годините на Втората световна война, Благой П. Дубровски от Кавадарци е български кмет на Градско от 9 август 1941 година до 24 август 1942 година. След това кметове са Петър К. Тошев от Прилеп (17 септември 1942 – 5 ноември 1943), Атанас Б. Велков от Скопие (19 ноември 1943 – 19 май 1944) и Кирил Манчев Костов от Велес (19 май 1944 – 9 септември 1944).
Строежът на централната селска църква „Свети Георги“ е започнат през април 1988 година, когато архиепископ Гаврил Охридски и Македонски поставя темелния камък, и е завършен на 25 юни 1996 година, когато църквата е осветена от архиепископ Михаил Охридски и Македонски. Живописта е дело на зографа Атанас Ташковски от Кавадарци.
Градско е едно най-големите села в цяла Северна Македония, административен център на едноименната община Градско. Край селото има възстановен паметник на 242 български войници от Пета пехотна дунавска дивизия, загинали в сраженията през Първата световна война.
Според преброяването от 2002 година селото има 2219 жители, от които:
| Националност | Всичко |
| македонци    | 1920   |
| албанци      | 6      |
| турци        | 7      |
| роми         | 48     |
| власи        | 0      |
| сърби        | 14     |
| бошняци      | 215    |
| други        | 9      |

## Личности
Родени в Градско
- Македонка Янчевска (р. 1940), поетеса от Северна Македония
- Стефан Вардарски (? – 1907), български революционер

Починали в Градско
- Димитър Думбалаков (1872 – 1915), български военен и революционер
- Златан Чернев, български военен деец, подпоручик, загинал през Първата световна война[11]
- Илчо Савов Байчев, български военен деец, капитан, загинал през Първата световна война[12]
- Тодор Станчев (? – 1915), български военен деец, поручик